# John d'Abrichecourt
John D'Abrichecourt (décédé en 1418) est le 120e membre de l'ordre de la Jarretière, ordre établi au château de Windsor.

## Dérivés du nom
John Dabridgecourt
- la maison des Abrichecourt devenu Dabridgecourt en Angleterre est décrite en 1846 par John Gough Nichols[1],[2]

## Biographie
- Arrière-petit-fils de Nicholas D'Abrichecourt, seigneur d'Auberchicourt venu en Angleterre avec Philippa de Hainaut qui deviendra, en 1328, reine d'Angleterre, en tant qu'épouse du roi Édouard III.

- il épouse Joan Thorpe

## Stratfield Saye House

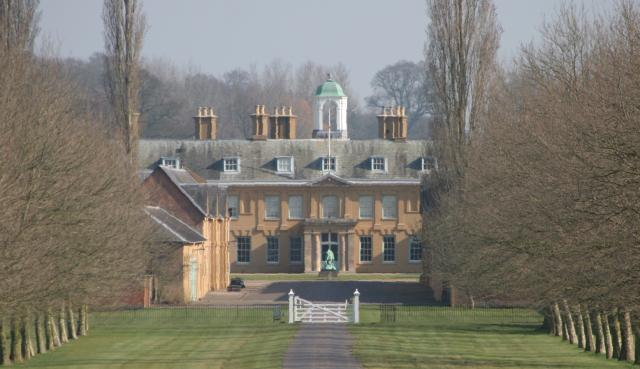
Stratfield Saye House

- son père Nicholas Dabridgecourt (-20/05/1400)qui en épousant Elisabeth de Say (-26/09/1405) s’installe à Stratfield Saye House situé dans le Sud de l'Angleterre dans le comté de Hampshire.

- Ce château deviendra la demeure du duc de Wellington vainqueur de Napoléon à la bataille de Waterloo.
- En 2010 Steven Spielberg tourne des scènes de cavaleries dans le domaine pour son film Cheval de guerre.

## Ordre de la Jarretière

Emblème de l'ordre de la Jarretière

L'ordre de la Jarretière fut créé en 1348 en pleine guerre de Cent Ans, par le roi Édouard III.
Cet ordre est le plus élevé des ordres de chevalerie britanniques.
Selon la légende, la création de cet ordre aurait été décidée par le roi Édouard III lors d'un bal à Calais, où il dansait avec sa maîtresse, la comtesse de Salisbury,. Celle-ci ayant, en dansant, fait tomber sa jarretière, le roi, galamment, la ramassa sous les quolibets des danseurs, la mit à son genou et coupa court aux railleries par ces mots : « Messieurs, honni soit qui mal y pense. Ceux qui rient maintenant seront très honorés d'en porter une semblable, car ce ruban sera mis en tel honneur que les railleurs eux-mêmes le chercheront avec empressement. »

## Armoiries auchâteau de Windsor

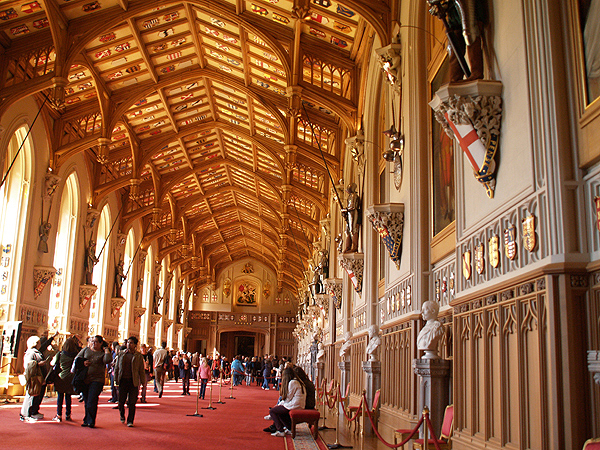
plafond du St George's Hall au château de Windsor

- Les armoiries étaient situées au plafond du St George's Hall au château de Windsor. Un important incendie endommagea le bâtiment en novembre 1992[5].

- Les armoiries de Sir John D'Abrichecourt étaient visibles à l'extrémité de la salle no 120[6]. John D'Abrichecourt est le petit-fils d'Eustace D'Abrichecourt frère de Sanchet D'Abrichecourt

- Les armoiries de Sir Sanchet D'Abrichecourt était le premier bouclier à gauche no 34.